# Maria Semotiuk
Maria Semotiuk (ur. 1985) – polska aktorka.

## Życiorys
W 2010 roku została absolwentką Akademii Teatralnej w Warszawie.
Laureatka Nagrody za drugoplanową rolę kobiecą w filmie Letnie przesilenie na Festiwalu Filmowym w Gdyni 2015.

## Filmografia
- 2005: Klan – Iga Sobieska
- 2006: Będziesz moja – Olka
- 2008: Faceci do wzięcia
- 2010: Na dobre i na złe – Ola (odc. 416)
- 2010–2011, 2020: Na Wspólnej – Sara Jaśkiewicz
- 2011: W ciemności – Mania Keller, siostra Klary
- 2011: Listy do M.
- 2011: Instynkt – Joasia, przyjaciółka Lewickiej (odc. 11)
- 2012: Pierwsza miłość – Dominika
- 2012–2014: Triki Tiki – Tiki
- 2014: Letnie przesilenie – Bunia
- 2016: Powidoki – Róża Saltzman
- 2018–2019: Dziewczyny ze Lwowa – pielęgniarka Sofia Ostapczuk
- 2021: Wesele – sąsiadka
- 2021: Dom pod Dwoma Orłami – Polka w Kazachstanie (odc. 7, 8)
- 2022: Komisarz Alex – mama chłopca (odc. 222)